# Der Raub der Sabinerinnen (film 1928)
Der Raub der Sabinerinnen è un film muto del 1928 diretto da Robert Land.

## Produzione
Il film fu prodotto dalla Super Film di Berlino.

## Distribuzione
Con il visto di censura B.19193 del 5 giugno 1928 che ne vietava la visione ai minori, il film - distribuito dalla Deutsche Lichtspiel-Syndikat (DLS) - venne presentato all'Ufa-Pavillon Nollendorfplatz di Berlino il 23 novembre 1928. Il 28 marzo 1929, uscì in Ungheria con il titolo Sabin nők elrablása. In Portogallo, ribattezzato Estudantes, fu distribuito il 5 maggio 1930.